# Línea 521 (Almirante Brown)
La línea 521 es una línea de colectivos del Partido de Almirante Brown. Une la Estación Burzaco con el Parque industrial y B° el Hornero, siendo prestado el servicio por la Empresa de Transportes del Sur S.R.L. Este transporte cuenta con SUBE.
Hasta el 1 de junio de 2017, el servicio era prestado por la Empresa San Vicente S.A.T. En un principio, fue operada como línea 616, hasta su cambio de numeración en 2006 como línea 521.

## Recorridos
- Ramal “1” Estación Burzaco – Parque industrial:

Desde Estación Burzaco por Roca, Manuel Quintana, Avenida Hipólito Yrigoyen, Avenida Monteverde (Ruta Provincial 4), Juan XXIII, Luis María Drago hasta Arenales.
Regreso por similar recorrido.
Ramal "2" Estación Burzaco - Parque Industrial - B° el Hornero (Por Juan XXIII)
Desde Estación Burzaco por Roca, Manuel Quintana, Moreno, E. De Burzaco, Avenida Hipólito Yrigoyen, Asamblea, José Melián, Pedro Echagüe, Eva Peron, Buenos Aires, Avenida Monteverde (Ruta Provincial 4), José Melián, Alvaro Pintos, Carlos Viel, Newton Isaac, Cuyo, Enrique Carmona, Roberto M. Ortiz, Luis María Drago, Juan XXIII, Ombú, Francisco Cafferata, General Madariaga, José Melián hasta José Ingenieros. 
Regreso por similar recorrido.